# Études (Zeitschrift)

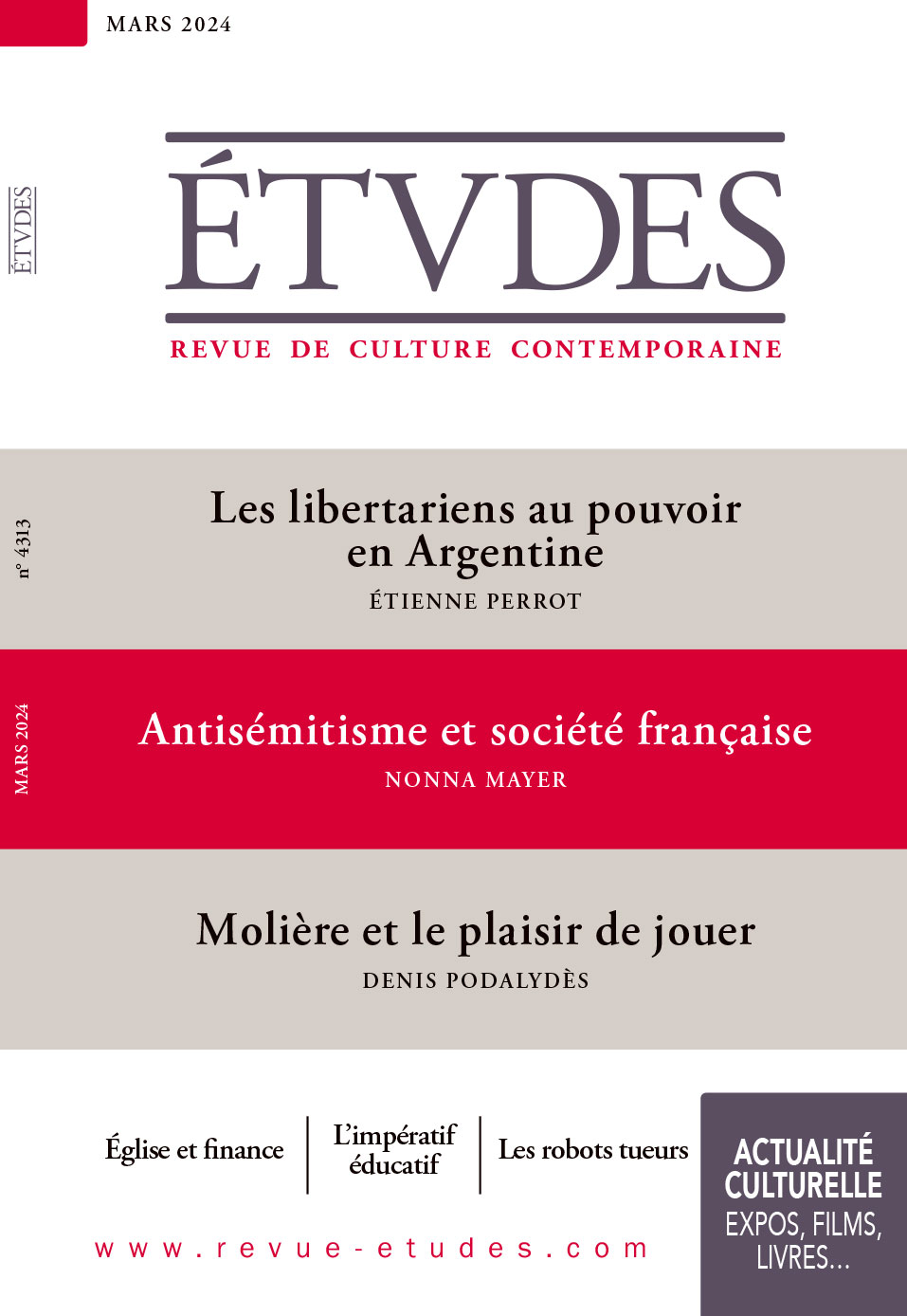
Études

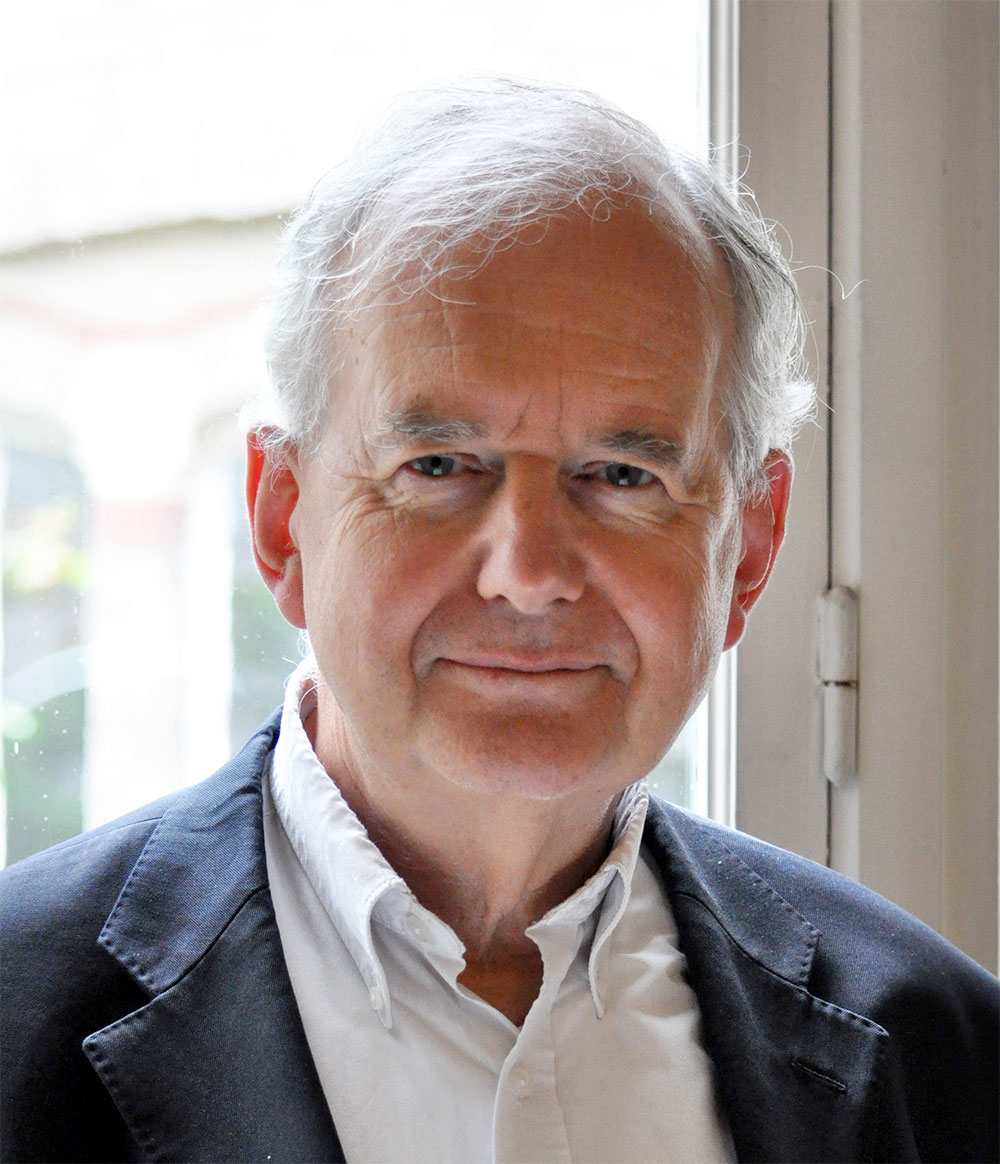
François Euvé, Chefredakteur

Études (mit der Schreibweise Étvdes) ist eine französische katholische Monatszeitschrift für zeitgenössische Kultur, die 1856 gegründet wurde. Sie wurde seit ihren Anfängen von Jesuiten geleitet; seit 2013 ist François Euvé Chefredakteur.

## Geschichte
Die Zeitschrift Études wurde 1856 in Paris von Jean-Xavier Gagarin, einem Jesuiten, der sich auf orientalische Theologie spezialisiert hatte, mit Unterstützung der beiden russischen Jesuiten Ivan Martinov und Eugène Balabine, die wie er konvertiert waren, sowie von Charles Daniel gegründet. Ursprünglich hieß die Zeitschrift Études de théologie, de philosophie et d’histoire (Studien zur Theologie, Philosophie und Geschichte). 1862 wurde der Titel in Études religieuses, historiques et littéraires (Religiöse, historische und literarische Studien) geändert, ab 1872 wieder in Études religieuses, philosophiques, historiques et littéraires und 1897 wurde Étvdes der neue, bis heute gültige Titel. Das ursprüngliche Projekt der Zeitschrift bestand darin, die französischen Katholiken über orientalische Fragen aufzuklären. Die redaktionelle Linie änderte sich jedoch wesentlich, als die Zeitschrift von den französischen Jesuiten übernommen wurde, die ihren Anspruch erweiterten, indem sie sich mit aktuellen Problemen beschäftigten, die die ganze Welt betrafen und nicht mehr nur den Orient.
Ab 1919 gab der neue Direktor der Zeitschrift, Pater du Passage, der Zeitschrift eine entscheidende Wende, indem er sich fortan an ein „gebildetes weltliches Publikum“ wendete. Im Jahr 1937 übernahm Études die katholische Zeitschrift Le Correspondant.
Die Veröffentlichung wurde von Juni 1940 bis Dezember 1944 eingestellt. Der Historiker Pierre Vallin erklärte: „Ab Oktober 1940 erschien in der freien Zone mit einer zwischen Lyon und Vichy geteilten Redaktion die Cité Nouvelle, deren Stil den Études recht ähnlich war. Ihr Hauptverantwortlicher P. Desbuquois war ziemlich begeistert vom neuen Staat. Andere Redakteure äußerten in mehr oder weniger klaren Formen ihre Vorbehalte gegenüber dem Vichy-Regime, der Kollaboration, den nationalsozialistischen Theorien und Praktiken.“

## Positionen
Études hat die Entwicklungen der katholischen Kirche in Frankreich während des 19. und 20. Jahrhunderts verfolgt und nimmt nach wie vor einen wichtigen Platz im intellektuellen Leben ein. Ihr Publikum reicht über die katholische Welt hinaus und die Zeitschrift nimmt an wichtigen öffentlichen Debatten teil. Sie wurde von der Association pour la diffusion de la pensée française (Verein zur Verbreitung des französischen Gedankenguts) und wird vom Centre national du livre (Nationales Buchzentrum) unterstützt. Ihre politische, moralische und religiöse Positionierung gegenüber den Herausforderungen der Zeit, wie z. B. dem Pacte civil de solidarité (PACS), ist komplex und spiegelt laut M. Lauterwein eine Freiheit wider, die „mehr auf Abenteuer als auf Bestätigung“ ausgerichtet ist, sowie eine „Moral des Gleichgewichtssinns“.

## Publikation
Jede Ausgabe besteht aus einem Leitartikel, gefolgt von acht Hintergrundartikeln, die in vier große Rubriken unterteilt sind: International, Gesellschaft, Religion, Kultur. Seit 2014 bietet die Zeitschrift für einige dieser Rubriken auch Kolumnen an. Der letzte Teil der Zeitschrift mit dem Titel „Carnets“ ist dem aktuellen Kulturgeschehen gewidmet, mit Kritiken von Ausstellungen und Filmen sowie Rezensionen von rund 40 Büchern. Die Rezensionen von Études zeichnen sich durch ihre Kürze und die große Vielfalt der Beitragenden aus.
Während die „Carnets“ kostenlos auf der Website der Zeitschrift zur Verfügung gestellt werden, sind die Hintergrundartikel den Abonnenten vorbehalten. Études veröffentlicht außerdem jährlich eine thematische Sonderserie, die verschiedene Artikel zusammenfasst, die im Laufe des Jahres in den verschiedenen Ausgaben veröffentlicht wurden.
Eine Aufstellung der bisherigen Chefredakteure findet sich in der französischen Sprachversion. Im deutschen Sprachraum sind aus dieser Liste vor allem der Theologe Paul Valadier, der Hochschullehrer Henri Madelin und der Sozialphilosoph Jean-Yves Calvez bekannt, die Études von 1981 bis 2004 leiteten.
Der Chefredakteur, stets ein Jesuit, wird von einem Redaktionsausschuss unterstützt, der sich aus nichtreligiösen Personen mit unterschiedlichem gesellschaftlichen Hintergrund (Akademiker, hohe Beamte, Journalisten usw.) zusammensetzt.

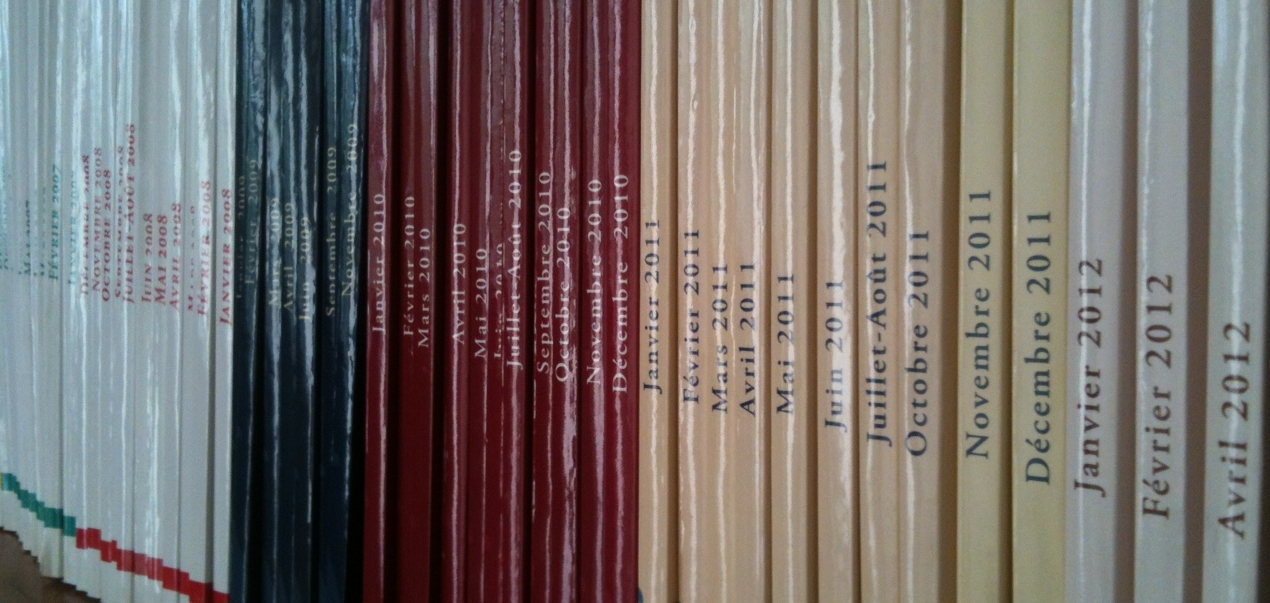
Sammlung von Ausgaben

Die Ausgaben der Jahre 1857 bis 2000 sind digitalisiert und in ihrer Gesamtheit auf dem Internetportal der Bibliothèque national de France zugänglich. Die späteren Veröffentlichungen der Zeitschrift sind in voller Länge auf der geisteswissenschaftlichen Website Cairn verfügbar.